# Saroba umbrifera
Saroba umbrifera là một loài bướm đêm trong họ Noctuidae.